# ريموند روبونسون (الرجل الأخضر)
ريموند روبنسون (بالإنجليزية: Raymond Robinson)‏ (الرجل الأخضر) كان ريموند راي روبنسون رجلًا مشوهًا جدًا ولقد أصبح خرافة حضرية في غرب بنسلفينيا بسبب أنه كان يقضي وقته في المشي في الليل فقط لسنوات،
فلقد تشوه روبنسون في طفولته بسبب تعرضه لتيار كهربائي مما جعله يخشى أن يخرج للناس دون أن يسبب لهم الخوف لذلك كان يفضل أن يخرج للمشي في الليل فقط وقد أطلق عليه السواح المحليون لقب الرجل الأخضر أو شارلي الذي بلا وجه حيث قد يقودون سياراتهم في نفس الطريق الذي يمشي به ربونسون على أمل أن يروه و لقد حكوا قصص خيالية عنه لابنائهم وأحفادهم وكبر الناس وهم يتناقلون هذه القصص لدرجة أنهم يتفاجؤون حينما يكتشفون أن روبنسون كان شخصًا حقيقًا والذي أحبته عائلته وجيرانه.

## إصابته
كان عمر روبنسون 8 أعوام حينما أصيب بسبب خط كهربائي في جسر مورادو خارج ولاية بنسلفينيا حيث يحمل هذا الجسر الترام ويوجد به خطوط كهرباء بنوعيها 1,200 فولت و22,00 فولت والتي قتلت طفل قبل أقل من سنة من حادثة روبنسون التي نجا منها بالرغم من توقعات الأطباء بأنه لن ينجو حيث كان مشوهًا جدًا فلقد فقد عينيه وأنفه ويده اليمنى.

## حياته
عاش روبنسون في كوبل وقضى أيامه في منزل مع أقاربه حيث كانوا يخيطون سجاد المداخل والمحافظ والأحزمة حتى يقوموا ببيعها وبسبب شكله فهو قلما يغامر ويخرج خلال اليوم ولكنه يخرج في الليل فقط ليقضي وقته بالمشي على امتداد طريق 351 الهادئ وكان يستخدم عصا أثناء مشيه ليستدل بها طريقه ويقوم مجموعة من المحليين بالبحث عنه بانتظام حينما يمشي في الطريق وعادةً ما يختبئ روبنسون من جيرانه الفضوليين ولكنه في بعض الأحيان قد يقايض بعض الجيران بمحادثة قصيرة أو صورة مقابل جعة أو سيجارة بعضًا من الجيران كانوا ودودين أما البقية فلقد كانوا قساه ولكن تلك اللقاءات لم تثنه عن مواصلة عادته والتي تتمثل في قضاء قليلٍ من الوقت في المشي في الليل ولقد تعرض لحوادث عديدة من بعض السيارات أكثر من مرة لذلك أوقف عادته في المشي في الليل خلال السنة التي توفي بها وانعزل في مركز مقاطعة بيفري للشيخوخة حيث توفي في سنة 1985 عن عمر يناهز 75 عامًا.

## الإرث الذي خلّفه
أصبح روبنسون خرافة محلية في منطقة بنسلفينيا ولقد تحولت قصته الحقيقة إلى أسطورة حضرية ويطلق عليه اسم الرجل الأخضر في القصص وطبقًا للقصه أنه عندما كان طفلًا أراد أن يلقي نظره لعش طيور لذلك تسلق عمود كهرباء وصعق نفسه بالكهرباء فسقط على الأرض وفقد عينيه وأنفه وفمه وأذن واحده وذراع وتروي القصة أنه عندما كبر اختبأ في منزلٍ مهجور ويرجع لقبه الشهير الرجل الأخضر إلى لون بشرته والذي زُعم أنه أصبح أخضرًا بسبب تعرضه للصعقة الكهربائية التي عانى منها في القصص وخلال عدة أجيال فإن قصص الأشباح التي نتجت من قصة روبنسون تغلبت على قصته الحقيقية واسمه وتاريخه الحقيقي.